# میشترهورشت
میشترهورشت (به آلمانی: Miesterhorst) یک منطقهٔ مسکونی در آلمان است که در گراده‌لگن واقع شده‌است. میشترهورشت  ۶۹۵ نفر جمعیت دارد.